# Kate Beckinsale
Kathrin Romany "Kate" Beckinsale (London, 26. srpnja 1973.), engleska je glumica i model. Međunarodnu slavu postigla je 2001. godine glumeći uz Bena Afflecka u holivudskom filmu Pearl Harbor.
Časopis FHM plasirao ju je na 12. mjesto u izboru "100 najzgodnijih žena 2008".

## Životopis
Rodila se u zapadnom Londonu u glumačkoj obitelji. Njena majka Judy Loe glumila je u brojnim britanskim dramama i komedijama, a otac je glumio u britanskim komedijama 1970-ih.
Pohađala je privatnu školu Godolphin and Latymer School u Londonu. Na filmu je debitirala 1991. u ratnom TV filmu One Against the Wind, a iste godine upisala je Oxford University's New College gdje je diplomirala na francuskoj i ruskoj književnosti.
Slavu je stekla 2001. filmom Pearl Harbor, a potom 2003. ulogom vampirice Selene u hororu Underworld i nastavku Underworld: Evolution.

## Filmografija
| Godina | Film                           | Uloga                      | Bilješke |
| ------ | ------------------------------ | -------------------------- | -------- |
| 1991.  | One Against the Wind           | Barbe Lindell              |          |
| 1993.  | Mnogo vike ni za što           | junakinja                  |          |
| 1994.  | Uncovered                      | Julia                      |          |
| 1994.  | Price of Jutland               | Ethel                      |          |
| 1995.  | Progonjeni                     | Christina Mariell          |          |
| 1996.  | Emma                           | Emma Woodhouse             |          |
| 1998.  | Posljednji dani diska          | Charlotte Pingress         |          |
| 1998.  | Shooting Fish                  | Georgie                    |          |
| 1998.  | Alisa iza one strane ogledala  | Alisa                      |          |
| 1999.  | Brokedown Palace               | Darlene Davis              |          |
| 2001.  | Serendipity                    | Sara Thomas                |          |
| 2001.  | Pearl Harbor                   | med. sestra Evelyn Johnson |          |
| 2001.  | The Golden Bowl                | Maggie Verver              |          |
| 2002.  | Laurel Canyon                  | Alex Elliot                |          |
| 2003.  | Underworld                     | Selene                     |          |
| 2003.  | Tiptoes                        | Carol                      |          |
| 2004.  | Avijatičar                     | Ava Gardner                |          |
| 2004.  | Van Helsing                    | Anna Valerious             |          |
| 2006.  | Click                          | Donna Newman               |          |
| 2006.  | Underworld: Evolution          | Selene                     |          |
| 2007.  | Vacancy                        | Amy Fox                    |          |
| 2007.  | Snow Angels                    | Annie Marchand             |          |
| 2008.  | Nothing But the Truth          | Rachel Armstrong           |          |
| 2008.  | Fragments                      | Carla Davenport            |          |
| 2009.  | Underworld: Rise of the Lycans | Selene                     |          |
| 2009.  | Witheout                       | Carrie Stetko              |          |
| 2009.  | Everybody's Fine               | Amy                        |          |
| 2012.  | Underworld: Awakening          | Selene                     |          |
| 2017.  | Underworld: Blood Wars         | Selene                     |          |
| 2024.  | Canary Black                   | Avery Graves               |          |